# Lord Don't Slow Me Down (canção)
"Lord Don't Slow Me Down" é uma canção da banda de rock britânica Oasis, lançada em 21 de outubro de 2007.

## Lista de faixas
1. "Lord Don't Slow Me Down" - 3:17
2. "The Meaning of Soul" (Estádio da Cidade de Manchester, 2 de julho de 2005) - 2:32
3. "Don't Look Back in Anger" (Estádio da Cidade de Manchester, 2 de julho de 2005) - 5:38

## Posição nas paradas musicais
| Parada (2007)                         | Melhor posição |
| ------------------------------------- | -------------- |
| Reino Unido (Official Charts Company) | 10             |